# Un hocico en la oscuridad
Un hocico en la oscuridad (titulado originalmente en inglés The Snout in the Dark) es el fragmento de un relato inacabado del escritor estadounidense Robert E. Howard, fallecido en 1936. Protagonizado por el personaje de espada y brujería Conan el Cimmerio el fragmento fue terminado por L. Sprague de Camp y Lin Carter y publicado póstumamente por primera vez en la colección Conan de Cimmeria en 1969.

## Trama
La sinopsis del relato sin título de Howard, tiene lugar en la ciudad amurallada de Shumballa en el país de Kush, habitado por negros guerreros llamados gallahs, aunque los gobernantes aristocráticos de piel más clara son llamados Chagas. Un comandante Gallah es asesinado por un monstruo parecido a un simio humanoide con cabeza de jabalí enviado por el noble Tuthmes que tiene la intención de lanzar sospechas sobre Tanada, la hermana del rey. Parte de su plan es regalarle al rey una esclava blanca, Diana de Nemedia, que ha capturado recientemente. Cuando Tanada cabalga por la Ciudad Exterior fuera de las murallas de la Ciudad Interior, conocida como Punt, es atacada por una turba y rescatada por Conan, quien es nombrado capitán de la guardia real. Conan luego sofoca un levantamiento y se gana la aprobación del rey.Mientras tanto, Tanada secuestra a Diana, que ha atraído la atención de Conan, y el cazador de brujas Agara descubre que Tuthmes está detrás del asesinato del comandante. Tuthmes hace matar a Agara, o al menos eso cree, y Diana, incapaz de revelar los planes de Tuthmes a Tanada, es llevada por Conan a su casa, donde Tuthmes ha enviado al monstruo para matarlos a ambos. Conan lucha con la criatura en las calles donde se está ejecutando un hechicero y un Agara todavía vivo aparece para acusar a Tuthmes. La multitud ataca salvajemente a Tuthmes, a los miembros de la realeza,  la nobleza, y a la misma ciudad mientras Conan y Diana escapan.

## Adaptación
La historia fue adaptada a cómic por Roy Thomas y John Buscema en Marvel Comics. Este cómic fue traducido y publicado en España con el título Sombras susurrantes.
- Datos: Q7765010